# 天縱
天縱（1860年—1863年九月）为中国清朝时期反清领袖宋继鹏的年号，前后共計4年。

## 公元纪年对照
| 天縱 | 元年   | 二年   | 三年   | 四年   |
| ---- | ------ | ------ | ------ | ------ |
| 公元 | 1860年 | 1861年 | 1862年 | 1863年 |
| 干支 | 庚申   | 辛酉   | 壬戌   | 癸亥   |

## 同期存在的其他政权年号
- 中國
  - 咸丰（1851年－1861年）：清朝—咸丰帝奕詝之年号
  - 同治（1862年－1874年）：清朝—同治帝载淳之年号
  - 太平天國（1851年－1864年）：太平天国—洪秀全、洪天貴福之年号
  - 洪德（1855年－1864年）：大成国— 陈开、黄鼎凤之年号
  - 江漢（1854年－1864年）：清朝时期—楊龍喜、朱明月之年号
  - 嗣统（1859年－1868年）：清朝时期—朱明月之年号
  - 顺天（1859年－1862年）：清朝时期—李永和之年号
- 越南
  - 嗣德（1848年－1883年）：阮朝—阮翼宗阮福时之年号
- 日本
  - 安政（1854年－1860年）：孝明天皇之年號
  - 万延（1860年－1861年）：孝明天皇之年號
  - 文久（1861年－1864年）：孝明天皇之年號

## 參看
- 中國年號索引

## 深入閱讀
- 李崇智. . 北京: 中華書局. 2004年12月. ISBN 7101025129.
- 鄧洪波. . 臺北: 國立臺灣大學東亞經典與文化研究計劃. 2005年3月  [2021-11-29]. ISBN 9789860005189. （原始内容 (pdf)存档于2007-08-25）.